# Radomsko
Radomsko es una ciudad en Polonia central con unos 47.947 habitantes (estadísticas del 2012). Está situada en las márgenes del río Radomka en la provincia de Lodz (desde 1999), y es la ciudad capital del distrito de Radomsko.

## Breve Historia de la Ciudad
Radomsko recibió privilegios como ciudad de parte del Duque de Sieradz, Leszek II el Negro en 1266. En este sitio se encuentra un Monasterio de los Franciscanos que data de la época de Bona Sforza, Reina Consorte del Rey polaco Segismundo I Jagellón el Viejo. Durante el reparto de Polonia permaneció en manos del Reino de Prusia, hasta la invasión de Napoleón Bonaparte, que la incorporó al Ducado de Varsovia a quien perteneció hasta 1815.
Luego llegó la dominación de los Zares rusos, que permaneció hasta el fin de la Primera Guerra Mundial, cuando fue reincorporada a la República de Polonia. La población hacia 1912 era de 18.732 habitantes y en sólo diez años aumentó a 23.000. Fue destruida por los bombardeos de la Blitzkrieg de Hitler durante la Segunda Guerra Mundial, desde el mismo día que comenzó la invasión a Polonia. Se instalaron allí autoridades de la ocupación Nazi.
Luego de la Segunda Guerra Mundial, Radomsko estaba arrasado, con el desarrollo industrial frenado completamente, miles de sus habitantes muertos, refugiados o exiliados, con lo que la población descendió a sólo 8.000 habitantes. Hoy en día es la ciudad más poblada del distrito y el distrito el más poblado de la provincia de Lodz (135.000 habitantes).

## Transportes
La ciudad posee un acceso por una línea ferroviaria que une Varsovia y Katowice, la que opera a través de los Ferrocarriles Polacos del Estado (PKP, por sus siglas en Polaco).

## Gente famosa nacida en Radomsko
- Władysław Reymont, novelista, Premio Nobel de Literatura
- Zbigniew Andrzej Dłubak, artista
- Angelina, Celebridad norteamericana de publicidad.
- Mariusz Czerkawski, Jugador de Hockey sobre hielo.
- Tadeusz Rozewicz, poeta.
- Grand Rabbi Shlomo Hacohen Rabinovitch de Radomsk (Tiferes Shlomo) - Primer Rebbe Radomsker.
- Grand Rabbi Avrohom Yissachar Hacohen de Radomsk (Chessed LeAvraham) - Segundo Rebbe Radomsker.
- Dr. Helen Fagin
- Josef Ber Gelbard, ministro de economía de Argentina.

## Relaciones Internacionales - Ciudades Hermanadas
Radomsko es una Ciudad hermana de:
- Makó, Hungría[2]
- Lincoln, Reino Unido
- Voznesensk, Ucrania